# GE・アビエーション
GE・アビエーション (GE-Aviation) は、アメリカ合衆国の航空機エンジンメーカー。複合企業ゼネラル・エレクトリック (GE) 傘下の、GE・インフラストラクチャーの一部門。本社はオハイオ州エバンデールにある。

## 企業概要

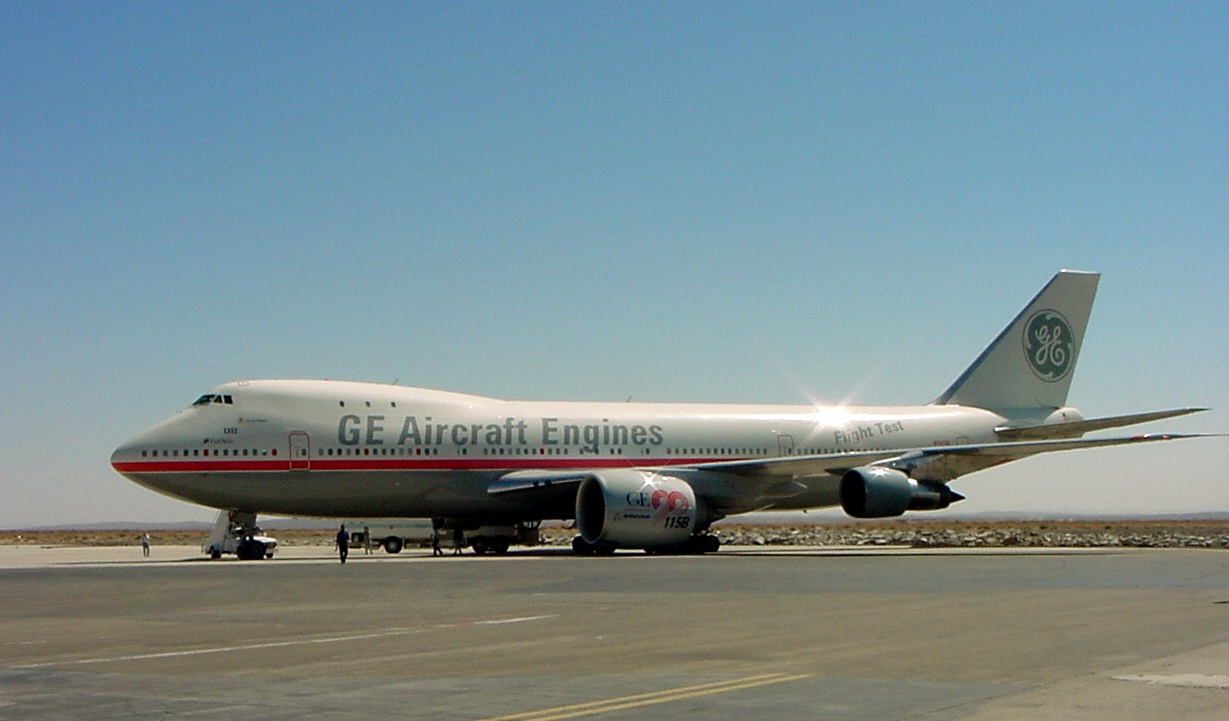
GE・アビエーションの社有機であるボーイング747。左翼の第2エンジンを換装し、試験に用いられる（GE90に換装されている）。

世界最大の航空エンジンメーカーで、商用機でも多くのシェアを占める、GEグループの主要な実業部門である。2005年9月にゼネラル・エレクトリック・エアクラフト・エンジンズ (GEAE) から改称した。
1942年、スチーム/ガスタービンと航空レシプロエンジン用ターボ過給器で実績のあったゼネラル・エレクトリックは、ターボジェットエンジンの実用化に当ってアメリカ国防総省から指名され、当時技術的に先行していたパワージェット W.1 のライセンス生産にマサチューセッツ州リンで着手した。後にこのリン工場では、商用ターボシャフト発電機なども手掛けている。
エバンデール本社工場は、中型のCFM56の他に、LM6000、LM2500などガスタービンを担当し、またノースカロライナ州のダーラム工場では、大型のGE90、CF6、CF34などの組み立てが行われている。
これらのタービンブレードなど主要部品は、ケベック州ブロモン、ニューハンプシャー州フックセット、ケンタッキー州マディソンヴィル、バーモント州ラトランドなどで分散生産されている。
同社の主要競合社は、ロールス・ロイスとプラット・アンド・ホイットニーである。フランスの航空エンジンメーカー・スネクマ(Snecma)とは、1974年にCFMインターナショナルを設立し、民生用中型エンジン分野で提携している。大型機市場ではライバルのプラット・アンド・ホイットニーとエンジン・アライアンスを立ち上げ、ロールス・ロイスに対抗した。また小型機市場では本田技研工業との合弁企業GE・ホンダ・エアロ・エンジンを設立した。
1950年代にはターボジェットエンジンが多軸化しつつある中で超音速機には単軸ターボジェットこそが最適との考えからJ79、J85、J97といった単軸エンジンを開発、当時の戦闘機等に搭載され、民間機向けの派生型も製造された。高バイパスターボファンエンジンが登場した1960年代になると超音速用ターボジェットにおいても多軸式が単軸より優秀と判断して路線を転換し超音速機用の2軸ターボジェットも製造するようになった。こうしてGE15が生まれ、その発展型としてYJ101を開発、これはF404へと進化した。
GEAEの末期には、アメリカの航空機メーカー・ボーイングの新型機787に対し、GE90 の発展型GEnx を提案し、ロールス・ロイスと共に選定された。また787の競合機としてヨーロッパの航空機メーカー・エアバスが開発中のエアバスA350 XWBへも GE90 および GEnx の採用を強く働きかけ、さらに747-400 の後継機として開発中の747-8 への、2年間のエンジン独占供給権も確保している。
これらの大量受注の背景には、グループ内に有力なファイナンス部門を擁するGEが、航空機本体のローン契約と抱き合わせで自社製エンジンを強引に販売している事実が存在し、EU各国政府や競業社などから非難を浴びている。→ロールス・ロイス トレントの項参照。
2007年1月15日、ゼネラル・エレクトリックは、イギリスの大手エンジニアリング会社スミスグループの一部門であるスミス・エアロスペースを48億ドルで買収し子会社化した。ウォールストリート・ジャーナルの報道によるとこの合併は、最大顧客ボーイングおよびエアバスの価格圧力に対抗する目的だとしている。
さらに報道の中でアナリストは、2001年に一度買収を試みた航空電子部品製造大手ハネウェルを、再び買収する可能性を指摘したが、同年のサブプライムローン問題に端を発する金融危機でGEグループは深傷を負い、先行きは不透明化した。

## エンジン

### ターボジェット
- J31 (I-A and I-16) (1942-45) - ロールス・ロイス ウェランドのコピー
  - ベル P-59 エアラコメット
  - ライアン FR-1 ファイアボール

- J33 (I-40), アリソンに生産移管 (1945) - ロールス・ロイス ダーウェントのコピー
  - ロッキード P-80/F-80 シューティングスター
  - ロッキード T-33 シューティングスター

- J35 アリソンと共同開発 (1946年) - 原設計はユンカース
  - ベル X-5
  - ボーイング XB-47 ストラトジェット
  - コンベア XB-46
  - ダグラス XB-43 ジェットマスター
  - マーチン XB-48
  - ノースアメリカン XB-45、B-45(初期バッチ) トーネード
  - ノースロップ YB-49
  - ノースロップ F-89 スコーピオン
  - リパブリック F-84 サンダージェット

- J47 (1948年) - J35のスケールアップ版
  - ボーイング XB-29G スーパーフォートレス
  - ボーイング KB-50J スーパーフォートレス
  - ボーイング KC-97 ストラトタンカー
  - ボーイング B-47 ストラトジェット
  - コンベア B-36 ピースメーカー
  - カーチスライト XF-87 ブラックホーク
  - マーチン XB-51
  - ノースアメリカン B-45 トーネード
  - ノースアメリカン F-86 セイバー
  - リパブリック XF-91 サンダーセプター

- J79/CJ805 (1955年) - 異例の単軸式
  - コンベア 880
  - コンベア 990
  - コンベア B-58 ハスラー
  - イスラエル・エアクラフト・インダストリー F-21 クフィル
  - ロッキード F-104 スターファイター
  - マクドネル・ダグラス F-4 ファントムII
  - ノースアメリカン A-5 ヴィジランティ

- J85/CJ610 (1960年?) - 無人標的機向けエンジンの転用発展型
  - マクドネル ADM-20 クウェイル
  - エアロ・コマンダー 1121 ジェットコマンダー
  - HFB-320 ハンザ
  - リアジェット 23
  - リアジェット 25
  - リアジェット 28/29
  - ノースロップ T-38 タロン
  - ノースロップ F-5 フリーダムファイター/タイガー II
  - スケールド・コンポジッツ ホワイトナイト

### 低バイパス ターボファンエンジン
- F101（1970年）
  - ロックウェル B-1 ランサー

- ゼネラル・エレクトリック TF34/CF34（1972年）
  - ボンバルディア CRJ-700、CRJ-900
  - ボンバルディア チャレンジャー
  - エンブラエル E170/175/190/195
  - フェアチャイルド-リパブリック A-10 サンダーボルトII
  - ロッキード S-3 ヴァイキング

- F404（1978年）
  - ボーイング F/A-18A/B/C/D ホーネット
  - ボーイング X-45C
  - ダッソー ラファールA（試作機のみ）
  - グラマン YA-6F イントルーダー
  - グラマン X-29
  - HAL テジャス
  - イスラエル・エアクラフト・インダストリー クフィルC2 ネイマー
  - ロッキード F-117 ナイトホーク
  - マクドネル・ダグラス A-4SU/TA-4SU スカイホーク（シンガポール空軍）
  - ノースロップ F-20 タイガーシャーク
  - ロックウェル-メッサーシュミット X-31
  - ボーイング T-7A レッドホーク

- F110（1984年）
  - グラマン F-14B/D トムキャット

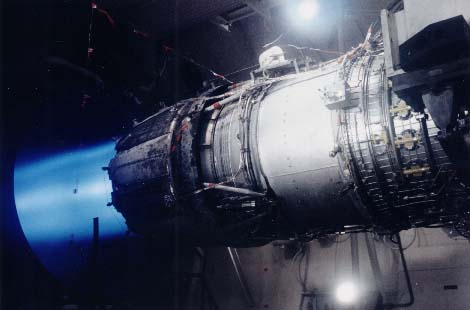
ゼネラル・エレクトリックF110 ターボファンエンジン

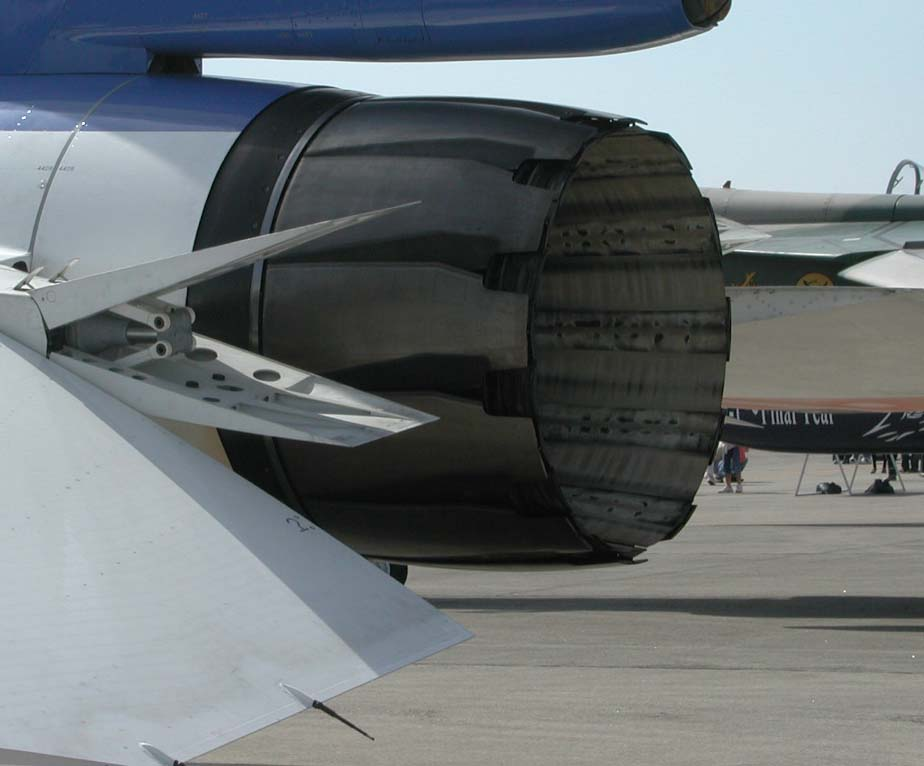
ゼネラル・エレクトリックF110 ターボファンエンジン

  - ボーイング F-15K/F-15SG ストライクイーグル
  - ロッキード・マーチン F-16C/D ファイティングファルコン
  - 三菱/ロッキード・マーチン F-2

- F118（1989年）
  - ノースロップ B-2 スピリット
  - ロッキード U-2

- YF120（開発中止、F136の元となる、1989年）
  - ロッキード・マーチン/ボーイング YF-22 ラプター（試作のみ）
  - ノースロップ YF-23 ブラックウィドウII（試作のみ）

- CFE738 ハネウェルと共同開発
  - ダッソー ファルコン2000

- F412（開発中止）
  - マクドネル・ダグラス A-12 アヴェンジャーII（開発中止）

- F414（1995年）
  - ボーイング F/A-18E/F スーパーホーネット
  - EADS マコ（開発中止）
  - サーブ JAS-39 グリペンDemo

- F136 ロールス・ロイス・ホールディングスと共同開発。開発中止。
  - ロッキード・マーチン F-35 ライトニングII（搭載されず）

- HF120 本田技研と共同開発、製造は合弁企業のGE・ホンダ・エアロ・エンジン
  - ホンダ HA-420 ホンダジェット
  - スペクトラム S-40 フリーダム

### 高バイパス ターボファン
- TF39/CF6/F103ファミリー
  - TF39 (1968年)
    - ロッキード C-5 ギャラクシー

  - CF6-6 (1970年)

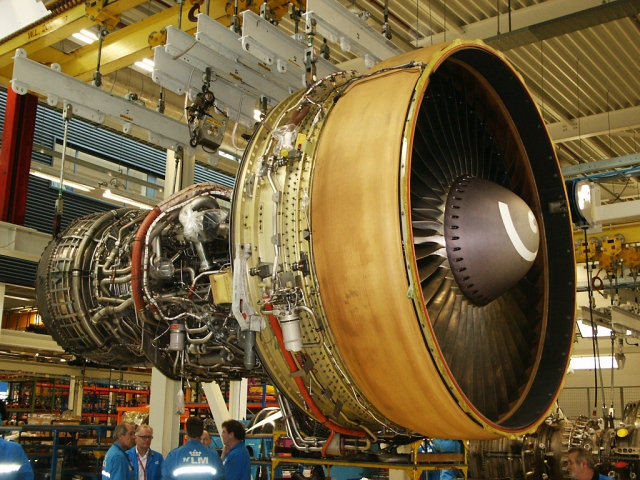
ゼネラル・エレクトリックCF6 ターボファンエンジン

    - マクドネル・ダグラス DC-10-10

  - CF6-50
    - エアバス A300
    - ボーイング 747
    - ボーイング E-4B
    - マクドネル・ダグラス DC-10-15/30
    - マクドネル・ダグラス KC-10 エクステンダー

  - CF6-80 (1981年)
    - エアバス A300-600/エアバス A300-600ST ベルーガ
    - エアバス A310
    - エアバス A330
    - ボーイング 747
    - ボーイング 767
    - ボーイング E-10 MC2A
    - ボーイング VC-25A（エアフォースワン）
    - ロッキード C-5M スーパーギャラクシー（C-5のエンジンを変更したもの）

- CFM56/F108（スネクマと共同開発、1982年）
  - エアバス A320 ファミリー
  - エアバス A340-200/-300
  - ボーイング KC-135R ストラトタンカー （KC-135のエンジンを変更したもの）
  - ボーイング E-6 マーキュリー
  - ボーイング 737
  - ボーイング P-8 ポセイドン
  - ボーイング E-7 ウェッジテイル
  - ボーイング E-3 セントリー (イギリス、フランス、サウジアラビア向け)
  - ダグラス DC-8 スーパー70

- GE90 (1995年)
  - ボーイング 777

- GP7200、プラット・アンド・ホイットニーとの合弁会社エンジン・アライアンス製 (2006年)
  - エアバス A380

- GEnx (2007年)
  - ボーイング 747-8
  - ボーイング787

- TechX 開発中、ゼネラル・エレクトリック TF34/CF34の後継機

### ターボプロップエンジン/プロップファンエンジン
- CT7
  - CASA/IPTN CN-235
  - サーブ 340
  - スホーイ Su-80

- GE-36
  - ボーイング7J7 (開発中止)

- GE38/T407
  - ロッキード P-7(開発中止)

### ターボシャフトエンジン
- T700/CT7
  - アグスタウエストランド EH101 マーリン/CH-149 コルモラント
  - ベル 214ST
  - ベル AH-1W スーパーコブラ/AH-1Z ヴァイパー
  - ベル YAH-63
  - ベル UH-1Y ツインヒューイ
  - ボーイング AH-64 アパッチ
  - ボーイング YUH-61
  - カマン SH-2G スーパー・シースプライト
  - ロッキード/アグスタウエストランド/ベル VH-71 ケストレル
  - NHインダストリーズ NH90
  - シコルスキー S-70C/UH-60 ブラックホーク/SH-60 シーホーク
  - シコルスキー S-92/H-92 スーパーホーク

- T58
  - ボーイング H-46 シー・ナイト
  - シコルスキー H-3 シー・キング
  - ベル UH-1F イロコイ
  - シコルスキー Xウイング

- T64
  - シコルスキー H-53 シースタリオン/H-53E スーパースタリオン
  - シコルスキー MH-53 ペイブロウ

- GE38-1B/T408 (2011年)
  - シコルスキー CH-53K スーパースタリオン

### 車両用ガスタービンエンジン
- LV100、ハネウェルと共同開発[5]
  - M1エイブラムス アメリカ軍の主力戦車（AGT-1500に代わり導入予定）

### 派生品、船舶用
- LM500 - TF34から派生
- LM1500 - J79から派生
- LM1600 - F404から派生
- LM2500 - GE TF39とCF6-50から派生
  - アーレイバーク級ミサイル駆逐艦 - イージスシステム搭載駆逐艦
  - スプルーアンス級駆逐艦および巡洋艦:
    - スプルーアンス級駆逐艦
    - キッド級ミサイル駆逐艦
    - タイコンデロガ級ミサイル巡洋艦 - イージスシステム搭載巡洋艦

  - オリバー・ハザード・ペリー級ミサイルフリゲート
- LM6000 - CF6-80から派生
  - LMS100 - LM6000から派生